# Pandinurus smithi
Espèce
Synonymes
- Scorpio smithi Pocock, 1899
- Pandinus smithi (Pocock, 1899)

Pandinurus smithi est une espèce de scorpions de la famille des Scorpionidae.

## Distribution
Cette espèce se rencontre en Somalie au Somaliland et en Éthiopie en région Somali dans la zone Jarar.

## Description
Le mâle syntype mesure 100 mm et la femelle syntype 105 mm.
Pandinurus smithi mesure de 100 à 110 mm.

## Systématique et taxinomie
Cette espèce a été décrite sous le protonyme Pandinus trailini par Pocock en 1899. Elle est placée dans le genre Pandinus par Pocock en 1900 puis dans le genre Pandinurus par Kovařík, Lowe, Soleglad et Plíšková en 2017.

## Étymologie
Cette espèce est nommée en l'honneur d'Arthur Donaldson Smith.

## Publication originale
- Pocock, 1899 : « Appendix C, Solifugae, Scorpions, Chilopoda, and Diplopoda. » Donaldson Smith's through unknown African countries, The first expedition from Somaliland to Lake Lamu, Greenwood Press Publishers, New York, p. 392-407 (texte intégral).